# Caroline Shawk Brooks

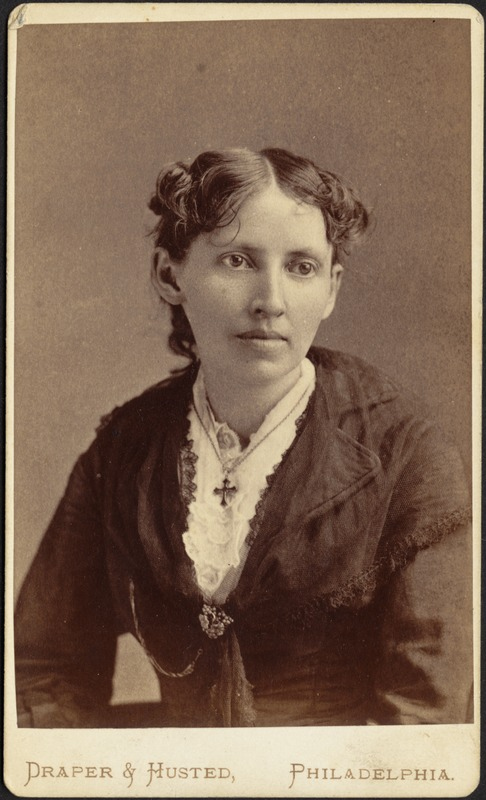
Caroline S. Brooks (zwischen 1859 und 1870)

Caroline Shawk Brooks (* 28. April 1840 in Cincinnati; † 28. Juni 1913 in St. Louis) war eine US-amerikanische Bildhauerin, die vor allem durch ihre Butterskulpturen bekannt wurde. Sie war die erste bekannte Person in der amerikanischen Geschichte, die Plastiken aus Butter anfertigte, und die erste Person, die solche Kunstwerke auf internationalen Ausstellungen zeigte.

## Leben
Caroline Shawk wurde am 28. April 1840 in Cincinnati, Ohio geboren. Ihr Vater, Abel Shawk, war Erfinder und Unternehmer. Er produzierte Dampflokomotiven und Feuerwehrfahrzeuge und entwickelte das erste funktionierende dampfbetriebene Feuerwehrfahrzeug.
Schon früh zeigte sich Carolines künstlerisches Interesse und Talent. Bereits als Kind modellierte sie mit Lehm aus einem nahegelegenen Bach ein Porträt von Dante. Als Vorlage benutzte sie die Coverillustration eines Buches, das ihrem Vater gehörte. Im Alter von 12 Jahren gewann sie bei einer Ausstellung des Ohio Mechanic’s Institute eine Medaille für ihre Wachsblumen.
1862, im Jahr ihres Schulabschlusses, heiratete sie Samuel H. Brooks. Das Paar zog zunächst nach Memphis (Tennessee), wo Samuel bei der Eisenbahn arbeitete. 1863 trat er in das 2. Tennessee-Regiment ein, um auf Seiten der Südstaaten im Amerikanischen Bürgerkrieg zu kämpfen. Nach Samuels Entlassung aus dem Militärdienst im darauf folgenden Jahr zog das Paar nach Mississippi und schließlich 1866 nach Helena (Arkansas) auf eine eigene Baumwollfarm. Auf dieser Farm gehörte zu Carolines Aufgaben unter anderem die Herstellung von Butter.
1870 kam die gemeinsame Tochter Caroline Mildred zur Welt. Diese heiratete später den Steinmetz Walter C. Green, der die meisten Marmorarbeiten für Caroline Brooks ausführte, als sie mit diesem Material zu arbeiten begann. Es war in der Bildhauerei des 19. Jahrhunderts durchaus üblich, dass Künstler dreidimensionale Werke zunächst nur in Gips modellierten und sie dann von anderen in Stein übertragen ließen.
Über den weiteren Verlauf der Ehe von Caroline und Samuel ist nichts überliefert; es scheint jedoch so, dass sie sich irgendwann in den 1870er Jahren trennten. Samuel blieb in Arkansas, wo er 1882 ins Parlament gewählt wurde.
Nach verschiedenen Zwischenstationen in den USA und Europa (siehe unten) zog Caroline Shawk Brooks in den späten 1890er Jahren nach St. Louis in Missouri, wo sie zum Zeitpunkt der Volkszählung von 1910 noch lebte.
Caroline Shawn Brooks starb am 28. Juni 1913. Ihr Grab befindet sich auf dem Oakdale Cemetery in Lemay (Missouri).

## Künstlerisches Schaffen

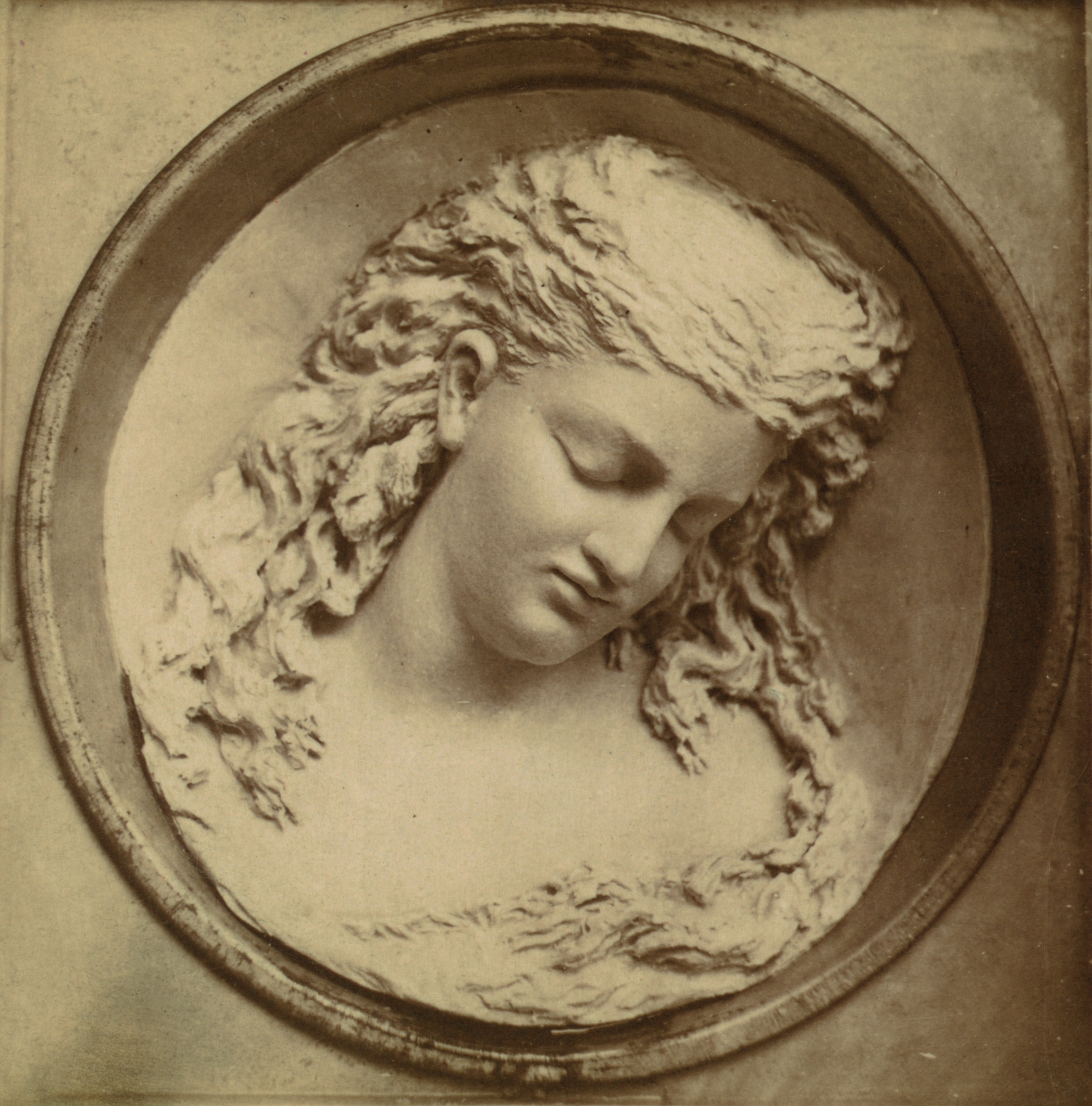
Dreaming Iolanthe von C. S. Brooks (1876)

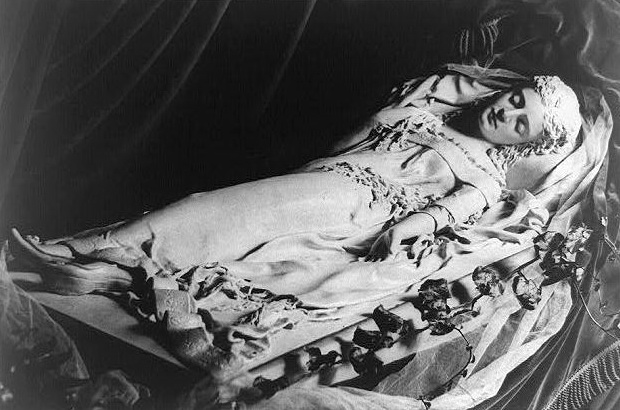
Dreaming Iolanthe von C. S. Brooks (1878)

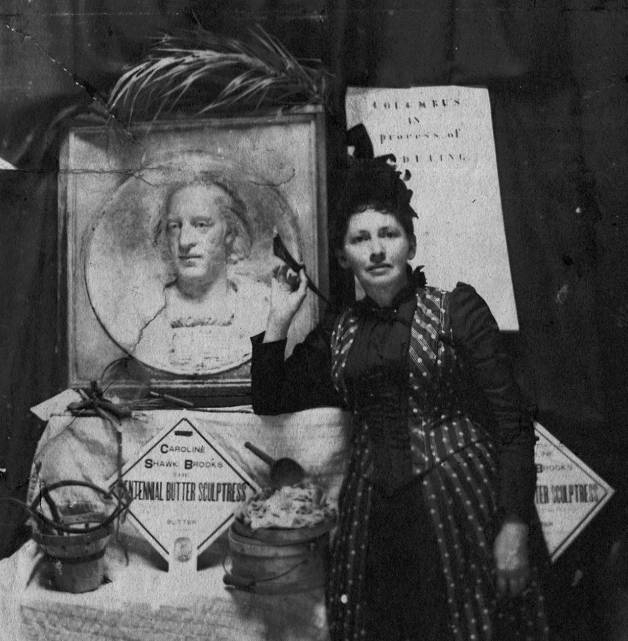
Caroline S. Brooks mit einem Porträt von Christoph Kolumbus in Chicago (1893)

In früheren Jahrhunderten war es nicht unüblich, Butter in künstlerisch gestaltete Form zu bringen. Vor allem in der Renaissance und im Barock wurden kunstvolle Butterskulpturen, neben solchen aus Zucker, häufig für festliche Bankette angefertigt. Im Alltagsgebrauch des 19. Jahrhunderts wurden zur künstlerischen Formgebung gebrauchsfertiger Butterportionen in der Regel spezielle Buttermodeln verwendet.
Als 1867 die Baumwollernte schlecht ausfiel, beschloss Caroline Shawk Brooks, das Einkommen der Familie durch den Verkauf künstlerisch gestalteter Butter aufzubessern. Anstelle von fertigen Buttermodeln verwendete sie jedoch Werkzeuge wie Zedernholzstäbe, Kamelhaarpinsel, Butterspachteln und Halme von Strohbesen.
1873 schuf sie aus neun Pfund Butter ein Relief mit dem Titel Dreaming Iolanthe, inspiriert von der gleichnamigen Hauptfigur aus dem Drama König René’s Tochter von Henrik Hertz, einer fiktiven Geschichte um Jolande, Herzogin von Lothringen. 1874 wurde Brooks’ Werk für zwei Wochen in einer Ausstellung in Cincinnati vor 2000 zahlenden Besuchern präsentiert. In den folgenden Jahren entstanden zahlreiche weitere Varianten dieses Motivs.
1876 wurde auf der Centennial Exhibition in Philadelphia (einer Ausstellung zur Feier des 100-jährigen Jubiläums der Unabhängigkeitserklärung der Vereinigten Staaten) nach Vermittlung durch Lucy Webb Hayes im Women’s Pavilion ein weiteres Exemplar der Träumenden Jolande ausgestellt. Das kreisrunde Stück Butter wurde während der Ausstellung über einem Eimer mit Eis kühl gehalten, das regelmäßig erneuert werden musste. Auf einer Postkarte an ihren Mann schrieb Caroline, ihr Kunstwerk aus Butter sei „die Sensation dieser großartigen Ausstellung“. Aufgrund dieses überwältigenden Erfolges wurde Brooks von der Ausstellungsleitung eingeladen, ihre Kunst im Haupt-Ausstellungsgebäude live vorzuführen. Das war einerseits eine Ehre und ein Zeichen der Anerkennung; andererseits sollten damit aber auch Zweifel an ihrer Urheberschaft ausgeräumt werden, da man Frauen, zumal solchen ohne einschlägige Ausbildung, damals oft keine hochwertige künstlerische Tätigkeit zutraute. Brooks war aber Zeit ihres Lebens stolz darauf, keine professionelle Ausbildung erhalten zu haben:

“If you put an artist under a master, he loses.”

„Ordnet man einen Künstler einem Meister unter, verliert er.“

Nach dem Erfolg in Philadelphia tourte Brooks durch verschiedene Städte an der Ostküste der USA, wo sie ihre Kunst öffentlich vorführte. Für die Weltausstellung Paris 1878 fertigte sie in Washington, D.C. eine lebensgroße Ganzkörperversion der Träumenden Jolande an, die dann nach Frankreich transportiert wurde. Bei der Einreise deklarierten die französischen Zollbeamten die Figur nicht als Kunstwerk, sondern als 110 Pfund Butter.
1879 kehrte Brooks in die USA zurück und lebte in den folgenden Jahren vor allem in Washington und New York. In dieser Zeit entstanden unter anderem Porträts von Emanuel Swedenborg (1883), James A. Garfield (1884), Thurlow Weed (1884), George Eliot (1886) und Thomas Carlyle (1886). Sie war vor allem in republikanischen Kreisen gut vernetzt. Mit den Präsidenten Ulysses S. Grant, James A. Garfield und William McKinley sowie deren Ehefrauen war sie persönlich bekannt.
1883 begann Brooks mit der Arbeit an einer Marmorskulptur namens La Rosa, die sie zunächst ebenfalls in Butter modellierte. Es war eine dreidimensionale Darstellung von Alicia Vanderbilt LaBau auf einem mit Rosen bewachsenen Balkon, umgeben von ihren vier Kindern. Der Name des Kunstwerks bezog sich dabei nicht nur auf die dargestellten Blumen, sondern war auch metaphorisch zu verstehen – Alicia als Rosenstock mit ihren Kindern als Blüten bzw. Knospen. Brooks selbst bevorzugte allerdings den einfachen Namen Family Group. Die Arbeit an diesem Werk zog sich über fast acht Jahre hin.
1886 ging Brooks mit ihrer Tochter und deren Mann nach Florenz, wo in den folgenden sechs Jahren zahlreiche Kunstwerke entstanden, vor allem in Marmor. 1893 kehrte die Familie, einschließlich Carolines fünfjährigem Enkel, in die USA zurück und ließ sich in Flushing nieder. Auf der World’s Columbian Exposition in Chicago präsentierte Brooks verschiedene ihrer Marmorskulpturen, darunter La Rosa, ein Exemplar der Dreaming Iolanthe, zwei Skulpturen von Lady Godiva und ein Porträt von Lucretia Mott. Außerdem fertigte sie während der Ausstellung Porträts von Christoph Kolumbus und Königin Isabella in Butter an. Bei dieser Ausstellung war Brooks nicht mehr die einzige Butterkünstlerin; es wurden auch Werke dreier weiterer Frauen gezeigt.
Brooks entwickelte auch eine Methode zur Vervielfältigung ihrer Werke. Dabei wurde von der ursprünglich in Butter geformten Skulptur zunächst ein Gipsabdruck angefertigt. Nach dem Ausschmelzen der Butter konnten mithilfe der so entstandenen Form Abgüsse in Butter, Ton oder anderen Materialien angefertigt werden. Am 6. Februar 1877 erhielt sie ein Patent auf Verbesserungen in den Verfahren zur Herstellung geschmierter Formen in Gips. Obwohl diese Technik die Reproduktion von einmal geschaffenen Butterskulpturen deutlich vereinfacht hätte, machte Brooks davon praktisch keinen Gebrauch, sondern fertigte ihre Butterversionen der Dreaming Iolanthe für jede Ausstellung neu an.
Trotz ihrer künstlerischen Erfolge gelang es Brooks nicht, großen finanziellen Profit aus ihrer Arbeit zu schlagen. Als sie 1894 einige ihrer Arbeiten bei einer Ausstellung in San Francisco zeigte (darunter La Rosa, die Marmorausführung ihrer Iolanthe sowie die beiden Godiva-Skulpturen), konnte sie sich anschließend den Rücktransport nach Chicago nicht mehr für alle Werke leisten. Sie ließ die beiden erstgenannten Stücke zurückschicken, wobei La Rosa verlorenging und erst 18 Jahre später in einem Lagerhaus in Chicago wiederentdeckt wurde. Die restlichen Kunstwerke ließ sie im Atelier eines befreundeten Künstlers zurück, wo sie beim Erdbeben von San Francisco 1906 zerstört wurden.
1898 zeigte Brooks auf der Trans-Mississippi Exposition in Omaha Butterporträts von Abraham Lincoln, Präsident McKinley und George Dewey. Das war die einzige Ausstellung, bei der sie sich von der Milchindustrie sponsoren ließ. Generell lehnte Brooks für sich die Kommerzialisierung der Kunst ab und betrieb stattdessen Kunst um der Kunst willen. Sie fertigte zwar auch Auftragswerke an, arbeitete jedoch am liebsten auf eigene Faust:

“When I do portrait work, I work until I suit those for whom I am working. When I work for myself, I work until I suit myself.”

„Wenn ich Porträts mache, arbeite ich, bis es denen, für die ich arbeite, gefällt. Wenn ich für mich selbst arbeite, arbeite ich so lange, bis es mir gefällt.“

Brooks blieb noch bis ins 20. Jahrhundert hinein beruflich aktiv.

## Weitere Entwicklung und Nachwirkungen

Die Peanuts als Butterschnitzerei auf der Iowa State Fair 2002

1903 begann Mary Edith Day einen Artikel über Frauen in der Bildhauerei mit dem Beispiel von Caroline Shawk Brooks und schrieb, diese habe mitgeholfen, anderen Künstlerinnen den Weg zu ebnen. Die Kunsthistorikerin Pamela H. Simpson, Professorin an der Washington and Lee University in Lexington, Virginia, sieht in der Auswahl ihrer Motive (insbesondere der weiblichen Figuren) einen klaren Hinweis auf die feministische Einstellung von Brooks.
Mit dem Aufkommen der Kältemaschinen gegen Ende des 19. Jahrhunderts wurden für die Herstellung von Kunstwerken aus Butter spezielle, begehbare Glasvitrinen konstruiert; die ständige Kühlung mit Eis konnte somit entfallen. Außerdem konnten aufgrund der gleichmäßigen Kühlung jetzt auch wesentlich größere Kunstwerke geschaffen werden. Die ersten drei Jahrzehnte des 20. Jahrhunderts waren in den USA und Kanada das Goldene Zeitalter der Butterschnitzerei, bis die Verknappungen im Zuge des Zweiten Weltkriegs dem vorübergehend ein Ende bereiteten. In den 1950er und 1960er Jahren erlebte die Kunstform jedoch eine Renaissance.
In den Vereinigten Staaten gehören Butterskulpturen bis heute mit zu den populärsten Bestandteilen der State Fairs, einer Art Landwirtschaftsausstellung mit Jahrmarkt, die es im August fast in jedem Bundesstaat gibt. Die Kunstwerke werden oft von örtlichen Molkereien gesponsert. Dargestellt werden die verschiedensten Motive, von landwirtschaftlichen Szenen über Ereignisse aus der amerikanischen Geschichte bis hin zu bekannten Persönlichkeiten der Gegenwart. Besonders häufig werden jedoch lebensgroße Kühe in Butter nachgebildet.